# Kronologija Domovinskog rata: veljača 1993.

### 2. veljače
- Četnici u Zadar željezničkom prugom uputili vagon pun eksploziva, koji je, na sreću, eksplodirao pred tunelom u selu Debeljak.[1]
- Ministarsko vijeće EZ podržalo Vance-Owenov plan o BiH i zaprijetilo Srbiji jačim sankcijama.[1]
- Stalno odgađanje primjene Vanceova plana izaziva veliko i opravdano ogorčenje hrvatske javnosti, stoji u pismu Odbora za vanjsku politiku hrvatskog Sabora parlamentima prijateljskih zemalja.[1]
- Srbi će se morati pomiriti s porazom u zadarskom zaleđu, ili će morati pretrpjeti nove poraze, rekao u intervjuu za Der Spiegel dr. Franjo Tuđman.[1]
- Slomljena nova četnička agresija na zadarsko zalede, izjavio za Hrvatsku televiziju zapovjednik Glavnog stožera Hrvatske vojske general zbora Janko Bobetko.[1]
- Izetbegović prešućuje istinu u pismu kojeg je uputio dr. Tuđmanu stoji u priopćenju HVO Hrvatske zajednice Herceg-Bosna iz Mostara.[1]
- Pripadnici HVO u Busovači uhitili više od 200 snajperista, među kojima nema civila.[1]
- Šef austrijske diplomacije Alois Mock izjavio u Bruxellesu da je plan za BiH neprovediv.[1]
- Washington sumnjičav prema Vance-Owenovom planu za BiH jer bi mogao ozakoniti srpsko etničko čišćenje.[1]
- Predsjednik SRJ Dobrica Ćosić u pismu predsjedniku Rusije Borisu Jeljcinu istaknuo ulogu demokratske Rusije u jugoslavenskoj krizi.[1]

### 4. veljače
- Zbog rata u BiH međunarodna zajednica donekle zapustila rješavanje problema u Hrvatskoj, izjavio novinarima u Zagrebu Cedric Thomberry.[1]
- Tijekom siječnja na ličkom bojištu neprijatelj 90 puta narušio primirje.[1]
- U pismu Alije Izetbegovića upućenom dr. Franji Tuđmanu iznesene neistinite tvrdnje i predstavljaju grubu objedu HVO, stoji u priopćenju iz ureda člana Predsjedništva BiH Mire Lasića.[1]
- Komisija UN za istraživanje ratnih zločina na području bivše Jugoslavije bez stručnjaka i novca, a rad je uglavnom dobrovoljan.[1]
- U New Yorku počeli neformalni razgovori Vancea i Owena s predstavnicima triju nacionalnih zajednica u BiH - Bobanom, Silajdžićem i Karadžićem.[1]
- Rusija i Ukrajina međusobno se optužuju i prebacuju odgovornost za isporuke goriva Srbiji.[1]

### 5. veljače
- Branu Peruču spasio engleski časnik, koji je prije eksplozije 30 tona eksploziva podigao preljevni kanal, rečeno na konferenciji za novinstvo u Hrvatskoj elektroprivredi u Zagrebu.[1]
- Pri podjeli nasljeđa bivše Jugoslavije Hrvatska zastupa stav da predmet sukcesije može biti samo onaj dio infrastrukture koji je građen zajednički nakon donošenja Ustava 1974. godine, jer je tada infrastruktura podijeljena po republikama, ističe za Večernji list koordinator hrvatskog projekta sukcesije Božo Marendić.[1]

### 6. veljače
- Mirovni plan za BiH čeka odluku Washingtona.[1]
- Vance izjavio u New Yorku da je mirovni plan UN i EZ najbolji mogući plan, a lord Owen u intervjuu za BBC rekao da SAD ne mogu blokirati jedini postojeći plan i objavljivati da neće sudjelovati u snagama UN.[1]
- Srbi kod Karlovca pokušali srušiti njemački zrakoplov s humanitarnom pomoći za Sarajevo.[1]

### 7. veljače
- U Hrvatskoj održani izbori za Županijski dom Sabora i lokalna predstavnička tijela.[1]
- Njemački zrakoplov 'Transal C 160, koji je prevozio humanitarnu pomoć u Sarajevo, pogođen projektilom, izjavio u Zagrebu pukovnik Hope Reinhardt, zapovjednik transportne jedinice. I mnogi Karlovčani potvrdili da je humanitarni avion UN, čim je prešao rijeku Koranu, nakon pucnja iz protuzrakoplovnog topa počeo gubiti visinu uz čudan zvuk motora.[1]
- Njemačka do daljnjeg obustavlja sve humanitarne letove u Sarajevo.[1]
- Srbija nastoji promičbenim ratom u američkim medijima učiniti nemoguće - izmijeniti sadašnji zločinački imidž Srbije.[1]
- Istekao rok koji su Vance i Owen odredili bosanskim Muslimanima i Srbima da prihvate cjelovit plan o BiH. Hrvati plan prihvatili još u Ženevi.[1]
- Alija Izetbegović u Sarajevu izjavio da odbija mirovni plan za BiH, jer on nagrađuje agresiju i etničko čišćenje, što provode bosanski Srbi. Oni koji budu u Vijeću sigurnosti digli ruku, glasovat će za etničko čišćenje, istakao Izetbegović.[1]

### 8. veljače
- Hrvatska će sve učiniti za mirno rješenje krize, no to ne znači da će unedogled trpjeti okupaciju, a da ima snaga i za drukčija rješenja, Hrvatska je pokazala u zadarskom zaleđu, rekao na redovitoj mjesečnoj konferenciji za novinare u Zagrebu dr. Franjo Tuđman.[1]
- Prema privremenim rezultatima glasovanja za Županijski dom Sabora, Hrvatska demokratska zajednica dobila 59 posto zastupničkih mjesta.[1]
- UNPROFOR u Istočnom sektoru opskrbljuje četnike robom iz slobodnih dijelova Hrvatske, pišu nezadovoljni prognanici osječke općine generalu Satishu Nambiaru.[1]
- Četnici iz istočne Hercegovine protjerali 20.000 Muslimana i Hrvata i to pred očima promatrača i UNPROFOR-a, koji šute.[1]
- Zračni most sa Sarajevom ponovno uspostavljen, nakon što je nedavno prekinut zbog napada Srba na zrakoplov UNHCR kod Karlovca.[1]
- Vijeće sigurnosti preuzima teret odlučivanja o ratu u BiH, nakon propasti Vance-Owenovog plana o mirnom rješenju krize u BiH.[1]
- Izetbegović iz Kaira pozvao islamske zemlje da zatraže ukidanje embarga na isporuke oružja BiH.[1]

### 9. veljače
- Srpska strana nije došla u New York na sastanak s predstavnicima Vlade Republike Hrvatske jer ne želi mir, priopćila stalna misija Republike Hrvatske pri UN u New Yorku.[1]
- Muslimanski čelnici i dalje iznose na radiju i televiziji najteže optužbe na račun Hrvata u svezi sa sukobom Armije BiH i HVO-a u Prozoru.[1]
- Američki ambasador i član Komisije UN za ljudska prava K. Blackwell izjavio u Ženevi kako ima sve više dokaza da su viši srpski časnici u BiH naredili sustavno silovanje Muslimanki.[1]
- Vance i Owen, u svojoj novoj inicijativi o statusu Sarajeva, zahtijevaju da se glavni gradi BiH podijeli između Muslimana, Srba i Hrvata, piše njemački list General Anzeiger.[1]
- Čitava Srbija bruji o Teslinom tajnom srpskom oružju, kojim bi se u jednom potezu potopila Šesta flota ili preorali neprijateljski gradovi.[1]

### 10. veljače
- Poznati potpuni rezultati izbora za Županijski dom Sabora Hrvatske, HDZ-u 37 mandata, oporbi 26 mandata.[1]
- Četnici u istočnoj Slavoniji legaliziraju zločine odobrenjima za pljačku, koja izdaju tzv. srpska oblast Slavonije, Baranje i zapadnog Srema.[1]

### 11. veljače
- UNPROFOR ne može na terenu osigurati primjenu Rezolucije 802 Vijeća sigurnosti, koja podrazumijeva prekid oružanih sukoba u Hrvatskoj, te se rješenje pokušava naći na političkoj razini u New Yorku, rekao novinarima u Zagrebu zapovjednik UNPROFOR-a general Nambiar.[2]
- U otvorenom pismu grupa muslimanskih intelektualaca građana Hrvatske traži prestanak sukoba Muslimana i Hrvata u BiH i apelira da se eventualni nesporazumi rješavaju mirnim dogovorima.[2]
- Veleposlanik SAD u NATO-u Reginald Bartholomew imenovan za američkog izaslanika na Mirovnim pregovorima o BiH.[2]
- Američki predsjednik Bill Clinton izjavio u Washingtonu da še se SAD aktivnije uključiti u mirovne pregovore o BiH, ali bez angažiranja svojih kopnenih trupa.[2]
- Američki plan o BiH primljen u Moskvi sa zadovoljstvom, jer su SAD odustale od namjere bombardiranja iz zraka srpskih položaja i ukidanja embarga na uvoz oružja u BiH.[2]
- Turska ocijenila američki plan za BiH značajnim, ali nepotpunim, te da američka inicijativa ne odgovara očekivanjima Turske.[2]

### 12. veljače
- Glavni tajnik UN Boutros Ghali u novom izvješću najavio da bi se UNPROFOR mogao povući iz Hrvatske, ako se ne bude poštovao mirovni plan UN i Rezolucija 802 Vijeća sigurnosti.[2]
- Visoki komesar UN za izbjeglice Sadako Ogata uputila prosvjed Radovanu Karadžiću jer Srbi već tjednima ne propuštaju humanitarnu pomoć u opkoljene gradove u istočnoj Bosni.[2]
- U Sarajevu potpisom zajednički dogovor načelnika Glavnog štaba Armije BiH i načelnika Glavnog stožera HVO, Sefera Halilovića i Milivoja Petkovića, o formiranju jednog zapovjedništva u srednjoj Bosni, koje će imati zadaću izdati zapovijed o prekidu neprijateljstava između HVO i Armije BiH.[2]
- U matičnim knjigama iz pravoslavnih mjesta (parohija) u Hrvatskoj nema pravoslavnih rođenih prije 1750. godine.[2]
- Mandat UNPROFOR-u u četiri UNPA područja u Hrvatskoj trebalo bi produljiti, ali je očito da ga treba preispitati da bi UNPROFOR bio sposoban za provedbu Vanceovog plana, izjavio na američkoj TV-mreži pomoćnik državnog tajnika SAD Thomas Niels.[2]
- Tri humanitarne organizacije pokrenule pred federalnim sudom u masovnih silovanja i drugih zločina.[2]
- U Osijeku poveden istražni postupak protiv bivšeg gradonačelnika Vukovara Slavka Dokmanovića zbog ratnog zločina protiv civilnog stanovništva.[2]

### 13. veljače
- Potpredsjednik hrvatske Vlade Vladimir Šeks uputio pismo glavnom tajnih UN Boutrosu Ghaliju u kojem traži od njega brzu i javnu osudu ilegalnih srpskih vlasti krajine zbog njihovog grubog kršenja međunarodnog humanitarnog prava.[2]
- Nacionalni park Plitvice već treću godinu propada, a umjesto turista zaposjeli ga teroristi.[2]
- Novi izvještaj posebnog izvjestitelja Komisije UN za ljudska prava Tadeusza Mozowieckoga objavljen u Ženevi optužuje srpske paravojne snage u BiH za najteža zvjerstva.[2]

### 14. veljače
- Predstavnici HVO i Armije BiH dogovorili u Gornjem Vakufu nove točke sporazuma o primirju, po kojima bi se obje vojske počele povlačiti od 15. veljače u 8 sati.[2]
- Američki predsjednik Bill Clinton zatražio od Njemačke da utječe na Hrvatsku kako bi se suglasila s produženjem mandata UNPROFOR-u, izjavio njemački ministar inozemnih poslova Klaus Kinkel.[2]

### 15. veljače
- Zapadne aviokompanije vraćaju se na zagrebački aerodrom, tjedan dana nakon što je pucano na njemački zrakoplov s humanitarnom pomoći za Sarajevo.[2]
- Ugledni francuski filozof Alain Finielkraut postao dopisnim članom Hrvatske akademije znanosti i umjetnosti.[2]
- Načelnik Glavnog stožera francuskih oružanih snaga admiral Jacques Lanxade izjavio u Parizu kako će obnova mandata UNPROFOR-a 21. o. m. u Hrvatskoj obuhvatiti nove snage plavaca.[2]

### 16. veljače
- Iz dijelova BiH koji su pod srpskom okupacijom stižu srpski dobrovoljci u Knin, rekli novinarima u Zagrebu europski promatrači.[2]
- Ako će se Vanceov plan doista provoditi i ako iza njega budu međunarodna jamstva, Hrvatska je spremna ići na produljenje mandata na šest mjeseci, rekao u intervjuu BBC-u hrvatski veleposlanik u UN Mario Nobilo.[2]
- Nov način velikosrpskog terora u BiH, nakon etničkog čišćenja Srbi primjenjuju novo borbeno sredstvo - glad, tvrdi u izvješću Liječničke komisije UN objavljenom u Beču.[2]

### 17. veljače
- Zbog agresije i ratnih razaranja hrvatski turizam samo u društvenom sektoru pretrpio štetu od 335 milijuna dolara, a posredni gubitak veći je od 3,5 milijardi američkih dolara.[2]
- Balkanski problem posve je jednostavan - treba obuzdati Srbiju, rečeno u Zagrebu na sastanku hrvatskih i britanskih parlamentaraca o sukobu u bivšoj Jugoslaviji.[2]
- U istočnoj Bosni ima primjera ljudožderstva, izjavio u sjedištu UN u New Yorku bosanski ambasador Muhamed Šaćirbej.[2]

### 18. veljače
- Etničko čišćenje okupiranih područja sjeverne Dalmacije četnici dovršavaju naočigled cijeloga svijeta, broj Hrvata koji je preostao na tim područjima postao je simboličan, rečeno u Šibeniku nakon posljednje evakuacije 375 prognanih Hrvata iz Knina i njegove okolice.[2]
- Pomoć obnoviti što prije - izjava je Vijeća sigurnosti UN nakon što je visoka povjerenica za izbjeglice UN Sadako Ogate odlučila uskratiti humanitarnu pomoć BiH.[2]
- Ambasador najsiromašnije zemlje na svijetu, Ekvatorijalne Gvineje, prema Tanjugu, preložio u Beogradu predsjedniku tzv. SR Jugoslavije Ćosiću da JAT u njegovoj zemlji osnuje zajedničku zrakoplovnu kompaniju.[2]
- Vrhovni sovjet Rusije usvojio odluku kojom od vlade zahtijeva pokretanje inicijative u Vijeću sigurnosti UN za uvođenje sankcija protiv Hrvatske.[2]
- Njemački ministar obrane Volker Ruhe izjavio u Washingtonu da će SAD krenuti u vojnu provedbu zone zabrane letova nad BiH.[2]

### 19. veljače
- Vijeće sigurnosti dogovorilo se o planu rezolucije kojom se privremeno, do 31. ožujka, produljuje mandat UNPROFOR-a u Hrvatskoj. Sve će snage UNPROFOR-a biti obuhvaćene mandatom u skladu s poglavljem 7. Povelje UN, koje predviđa primjenu sile.[2]
- Delegacija Republike Hrvatske u New Yorku istaknula u razgovoru s Cyrusom Vanceom i Davidom Owenom da neće prihvatiti nijedno rješenje kaje ugrožava suverenost Hrvatske ili sužava njezin teritorijalni integritet, kad je u pitanju produženje mandata UNPROFOR-a.[2]
- Iz Pariza najavljeno osnutak posebne radijske postaje na Jadranu za razbijanje medijskog monopola u bivšoj Jugoslaviji.[2]
- Visoka povjerenica UN za izbjeglice Sadako Ogata zatražila od glavnog tajnika UN Boutros Ghalija da naredi ponovnu uspostavu humanitarnih operacija u Bosni i Hercegovini.[2]
- Odbor ministara Vijeća Europe u Strasbourgu osudio upurabu silovanja kao ratnog sredstva u bivšoj Jugoslaviji.[2]

### 20. veljače
- Turski predsjednik Turgut Ozal u službenom posjetu Hrvatskoj.[2]
- Svaki srpski milicajac, ako poželi imati neku vredniju stvar iz hrvatske kuće, ili pak cijelu kuću na okupiranom području, dobiva od nepostojeće države potvrdu o ulaženju u tuđi stan, priča u Vinkovcima prognani Hrvat iz Mirkovaca.[2]
- Vijeće sigurnosti UN donijelo Rezoluciju 807, kojom se djelovanje UNPROFOR-a u Hrvatskoj odsada određuje poglavljem 7. Povelje UN.[2]
- List Guardian, navodeći povjerljive izvore iz NATO-a, piše kako će snage NATO-a u BiH biti raspoređene u sljedećih deset godina s 40-50.000 pripadnika mirovnih snaga UN.[2]

### 21. veljače
- U zajedničkoj izjavi za tisak u Zagrebu predsjednici Hrvatske i Turske, dr. Tuđman i Ozal, dali punu podršku novoj američkoj inicijativi za Bosnu i Hercegovinu, te pozvali Hrvate i Muslimane u BiH da prestanu s nesuglasicama i da se uključe u zajedničke redove protiv srpske agresije.[3]
- Premda se upotreba oružja plavim snagama veže uz samoobranu, između redaka Rezolucije 807 može se očitati peace making, rekao u intervjuu za Večernji list veleposlanik Republike Hrvatske u UN dr. Mario Nobilo.[3]
- Međunarodna Helsinška federacija za ljudska prava (IHF) na godišnjoj skupštini u Ljubljani primila u svoje redove Hrvatski helsinški odbor.[3]

### 22. veljače
- Vijeće sigurnosti UN osniva po prvi put u povijesti Međunarodni sud za ratna zlodjela na prostoru bivše Jugoslavije, koji će suditi osobama optuženim za teška kršenja humanitarnog prava.[3]
- Republika Hrvatska i Republika Ghana uspostavile diplomatske odnose na razini ambasada.[3]
- U Zagrebu promovirano hrvatsko izdanje knjige Ivana Marijana Tomića Čija je Bosna i Hercegovina?, izdane u Londonu 1990. na engleskom jeziku.[3]
- Njemačke zrakoplovne snage uspostavile iz Ancone ponovno zračni most do Sarajeva.[3]

### 23. veljače
- Američki predsjednik Clinton odlučio da se humanitarna pomoć opkoljenim Muslimanima u istočnoj Bosni dostavlja padobranima.[3]
- Rezolucija 807 Vijeća sigurnosti pružit će više vremena za političke pregovore, a UNPROFOR-u u Hrvatskoj će omogućiti učinkovitiju zaštitu vojnika, kazao u intervjuu HINI glavni zapovjednik zaštitnih snaga UN na području bivše Jugoslavije indijski general Satish Nambiar.[3]

### 24. veljače
- U Zagrebu obilježena treća obljetnica Prvog općeg sabora Hrvatske demokratske zajednice.[3]
- U Republici Hrvatskoj upisano 55 političkih organizacija, priopćeno iz Ministarstva pravosuđa i uprave.[3]
- Dramatične vijesti o kritičnom položaju hrvatskih vojnika, tzv. somoborske grupe, koji su već 13 mjeseci u zatvoru Okružnog suda u Somboru.[3]
- Ruski predsjednik Jeljcin objelodanio svoja nečela za rješavanje rata u BiH. Plan ima osam točaka i apsolutna je podrška Vanceovoj i Owenovoj viziji budućeg ustrojstva i administrativne podjele BiH.[3]
- Komisija UN za ljudska prava donijela dvije rezolucije o kršenju tih prava na području bivše Jugoslavije, u kojima je srpska strana oštro optužena kao glavni krivac.[3]
- Bill Clinton i Boutros Ghali u Bijeloj kući postigli suglasnost o planu zračne operacije dopreme humanitarne pomoći za stanovnike Bosne pod okriljem UN.[3]

### 25. veljače
- Trenutačno nam je najvažnije oslobađanje triju skupina zarobljenika - tzv. somborske grupe, kostajničke, u kojoj su ljudi zatočeni još od jeseni 1991., te jedne skupine s Manjače, rekao za Večernji list predsjednik Komisije za zarobljenike Republike Hrvatske Josip Kardum.[3]
- Na područje Bihaća od početka rata do sredine siječnja o. g. stiglo 37.520 izbjeglica s okupiranih područja.[3]
- Srbijanske teglenice blokirale Dunav, javio Reuter iz Bukurešta.[3]
- Vijeće sigurnosti pozvalo vođe bosanski Hrvata, Muslimana i Srba da odmah nastave mirovne pregovore u Ujedinjenim narodima.[3]

### 26. veljače
- Molitvenim križnim putom ulicama i središtem Osijeka nastavljena akcija hrvatskog humanitarnog foruma Oslobođenje svih zarobljenika iz srpskih logora.[3]
- U glavnom gradu Australije Canberri otvorena hrvatska ambasada.[3]
- Od oko 17.000 Hrvata, koliko ih je prije rata živjelo u obrovačkoj i benkovačkoj općini, računa se da ih tamo ima samo još oko 700, rečeno novinarima u Zadru.[3]
- Hrvatski radio dosad zabranio osam UNPROFOR-ovih emisije, izjavila u Zagrebu novinarima UNPROFOR-ova glasnogovornica Shannon Boyd.[3]
- Hrvatski branitelji odbili žestok napad četnika u zaleđu Vodica, nanijevši im težak poraz.[3]
- Banjalučki biskup dr. Franjo Komarica uputio u svijet dramatičan apet, u kome upozorava na potpunu obespravljenost, nezaštićenost i stradanja katoličkih vjernika i Katoličke crkve u Banjolučkoj biskupiji.[3]
- Ako Srbi u Hrvatskoj nisu zadovoljni pravima koja im garantiramo Ustavom, Ustavnim zakonom i međunarodnim konvencijama koje smo potpisali, spremni smo razgovarati sa Srbijom i o većem stupnju prava za srpsku manjinu, ali na bazi reciprociteta, tako da Srbija dade ista takva prava Hrvatima u Srbiji, rekao za Večernji list potpredsjednik hrvatske Vlade i predsjednik Ureda za suradnju s UNPROFOR-om Ivan Milas.[3]
- Predsjednik Clinton potpisao naredbu američkoj vojsci da počne isporuku humanitarne pomoći BiH padabranima.[3]
- Šezdeset francuskih zastupnika različitih stranačkih pripadnosti potpisalo u Parizu peticiju za mir u Hrvatskoj.[3]

### 27. veljače
- NATO zrakoplovi AWACS za zračno nadgledanje poduprijet će američku operaciju dostave humanitarne pomoći istočnoj Bosni iz zraka.[3]

### 28. veljače
- Četnici, nakon nekoliko napada teškim dalekometnim topovima, na Šibenik ispalili raketne projektile tipa orkan sa zabranjenim kasetnim punjenjem. Jedna osoba teže ranjena, više ih lakše, a materijalna šteta znatna.[3]
- Pripadnici Armije BiH izazivaju u srednjoj Bosni nove incidente, koji mogu biti razlogom novih oružanih sukoba između Hrvata i Muslimana priopćeno s izvanredne sjednice HVO Hrvatske zajednice Herceg Bosna u Mostaru.[3]
- Ako se u tzv. SR Jugoslaviji nastavi inflacija YU-dinara kao dosad, godišnja stopa inflacije dostići će fantastičnu brojku od milijun posto![3]
- Rusko oružje, uključujući i suvremene rakete, krijumčari se u Srbiju i na okupirana područja Hrvatske i BiH, temeljem tajnog ugovora od prije mjesec dana, tvrdi londonski Observer u ekskluzivnom izvješću iz Ženeve.[3]
- Švedskog generala Larsa-Erica Wahlgrena imenovao u New Yorku glavni tajnik UN Boutros Ghali za zapovjednika UNPROFOR-a u privremenom razdoblju od 3. do 31. ožujka, kada istječe mandat UNPROFOR-u.[3]